# Яхр, Лине
Ли́не Яхр (норв. Line Jahr; род. 16 января 1984 года, Викерсунн, Бускеруд, Норвегия) — норвежская прыгунья с трамплина, серебряный призёр чемпионата мира 2015 года в команде.

## Спортивная карьера
На чемпионате мира 2015 года в Фалуне завоевала серебряные медали в смешанных командах.